# Portel-des-Corbières
Portel-des-Corbières – miejscowość i gmina we Francji, w regionie Oksytania, w departamencie Aude. Gmina znajduje się na terenie Parku Regionalnego Narbonnaise en Méditerranée. 
Według danych na rok 1990 gminę zamieszkiwało 971 osób, a gęstość zaludnienia wynosiła 28 osób/km² (wśród 1545 gmin Langwedocji-Roussillon Portel-des-Corbières plasuje się na 348. miejscu pod względem liczby ludności, natomiast pod względem powierzchni na miejscu 137.).

## Zabytki
Zabytki w miejscowości posiadające status Monument historique:
- kościół Notre-Dame-des-Oubiels (Église Notre-Dame-des-Oubiels)